# 神奈川県立厚木西高等学校
神奈川県立厚木西高等学校（かながわけんりつ あつぎにしこうとうがっこう）は、神奈川県厚木市森の里青山に所在する公立高等学校。
地域での略称は「西高」。

## 設置学科
- 普通科

## 概要
東京のベッドタウンとして高度経済成長時に人口が爆発的に増えた時期において策定された森の里ニュータウン計画、および高校百校新設計画の下で1984年（昭和59年）開校した。

## 沿革
- 1983（昭和58）年
  - 9月1日 - 神奈川県立県央方面新設高等学校設立準備室開設
- 1984（昭和59）年
  - 1月1日 - 神奈川県立厚木西高等学校設立
  - 3月19日 - 公舎棟、体育館完工。上古沢270の2番地に移転
  - 4月5日 - 開校
  - 8月30日 - 体育施設（サッカーゴール等）完工
- 1985（昭和60）年
  - 1月21日 - 管理棟完工
  - 2月18日 - テニスコート完工
  - 3月1日 - 住居表示の実施により、学校所在地が森の里青山12番地1号になる。
  - 3月16日 - 天蓋付防球ネット完工
  - 3月28日 - 駐輪場、バレーコート完工
  - 11月9日 - 校舎落成・校歌制定記念式典挙行
- 2006（平成8）年
  - 3月25日 - 南棟エレベーター設置
- 2011（平成23）年
  - 4月 - 制服を詰襟・セーラー服からブレザーに変更

## 考査
3学期制を採用しているため、考査は県下一斉テスト、1学期中間・期末テスト、夏休み明けテスト、2学期中間・期末テスト、冬休み明けテスト、学年末テストがある。英語や数学などの主要科目は試験が多い。

## 交通
- 小田急線 本厚木駅（厚木バスセンター）より神奈川中央交通バス「森の里青山」下車 徒歩5分
- 小田急線 愛甲石田駅より神奈川中央交通バス「森の里青山」下車 徒歩3分

## 周辺環境
周囲は緑の広がる自然豊かな場所で、NTT厚木研究開発センタや、同環境エネルギー研究所、富士通の研究所といった研究施設や、松蔭大学厚木キャンパス等、計画的に建てられた学術・研究施設がある。
また、同校のほぼ隣にはかつて青山学院大学のキャンパスもあり、本校からの推薦枠が設けられるなど様々な面で環境に恵まれた高校であったが、少子化の影響を受け同大学が移転した頃から学生数は減少傾向にある。

## 部活動
運動部
サッカー、野球、ソフトボール、バドミントン、卓球、バレーボール、バスケットボール、ソフトテニス、テニス、陸上、山岳、弓道、剣道、ダンス
文化部
吹奏楽、美術、演劇、写真、茶道、家庭、自然科学、天文、合唱、文芸、軽音楽

## 主な卒業生
- 三木浩（実業家）- サステナジー代表取締役、みらいワークス取締役[1]

- 穂積ユタカ - ラジオDJ、リポーター